# Сафари
Сафари (на Свахили језику значи путовање) је реч која означава поход преко територије Африке. Сафари је некада подразумевао лов на велике животиње и осталу дивљач. Међутим, данас се тај назив више користи за обилазак природе и животиња у њиховом природном хабитату уз фотографисање. За сафари је специфична и одећа, која подразумева (високе) пустињске походне ципеле, каки одећу, сафари јакну и широку капу која штити од јаког сунца.